# Список делегатов XVIII конференции ВКП(б)
XVIII конференция ВКП(б) прошла в Москве с 15 по 20 февраля 1941 года. На ней присутствовало 594 делегата, из них 456 с решающим, 138 с совещательным голосом.
| №   | Фамилия (псевдоним), И. O.                                | парт. стаж с | от организации       | право голоса            |
| --- | --------------------------------------------------------- | ------------ | -------------------- | ----------------------- |
| 1   | Абабков, Тихон Иванович                                   | 1929         | Казахская            | с решающим голосом      |
| 2   | Абакумов, Виктор Семёнович                                | 1930         | Ростовская           | с решающим голосом      |
| 3   | Абдурахманов Абдуджабар                                   | 1928         | Узбекская            | с решающим голосом      |
| 4   | Абрамов, Андрей Константинович                            | 1929         | Московская           | с решающим голосом      |
| 5   | Агафонов, Борис Михайлович                                | 1932         | Тульская             | с решающим голосом      |
| 6   | Агеенков, Тимофей Карпович                                | 1928         | Орловская            | с решающим голосом      |
| 7   | Агуреев, Яков Александрович                               | 1930         | Московская           | с решающим голосом      |
| 8   | Акимов Иван Николаевич                                    | 1927         | НК текст. пром.      | с совещательным голосом |
| 9   | Акопьян, Семён Христофорович                              | 1939         | Краснодарская        | с решающим голосом      |
| 10  | Аксёнов, Алексей Иванович                                 | 1925         | Новосибирская        | с решающим голосом      |
| 11  | Александров, Георгий Фёдорович                            | 1938         | ЦК ВКП(б)            | с совещательным голосом |
| 12  | Александрович, Александр Владиславович                    | 1924         | Латвийская           | с решающим голосом      |
| 13  | Алемасов, Александр Михайлович                            | 1919         | Татарская            | с решающим голосом      |
| 14  | Андреев, Андрей Андреевич                                 | 1914         | Ленинградская        | с решающим голосом      |
| 15  | Андрианов, Василий Михайлович                             | 1926         | Свердловская         | с решающим голосом      |
| 16  | Аношин, Иван Семёнович                                    | 1926         | Башкирская           | с решающим голосом      |
| 17  | Ансип Гейнрих Иоанович                                    | 1940         | Эстонская            | с решающим голосом      |
| 18  | Антонов, Дмитрий Иванович                                 | 1918         | ЦК ВКП(б)            | с совещательным голосом |
| 19  | Анцелович, Наум Маркович                                  | 1905         | ЦК ВКП(б)            | с совещательным голосом |
| 20  | Арутинов, Григорий Артемьевич                             | 1919         | Армянская            | с решающим голосом      |
| 21  | Арушанян, Шмавон Минасович                                | 1926         | Армянская            | с решающим голосом      |
| 22  | Афанасьев, Степан Ильич                                   | 1924         | Московская           | с решающим голосом      |
| 23  | Ахлюстин, Илья Петрович                                   | 1927         | Молотовская          | с решающим голосом      |
| 24  | Ахмедов Ага Мирзали Мирзали оглы                          | 1928         | Азербайджанская      | с решающим голосом      |
| 25  | Багаев, Сергей Иосифович                                  | 1920         | ЦК ВКП(б)            | с совещательным голосом |
| 26  | Багиров Мир Джафар Аббасович                              | 1917         | Азербайджанская      | с решающим голосом      |
| 27  | Бадаев, Алексей Егорович                                  | 1904         | ЦК ВКП(б)            | с совещательным голосом |
| 28  | Бадаев, Георгий Фёдорович                                 | 1925         | Ленинградская        | с решающим голосом      |
| 29  | Баев, Степан Михайлович                                   |              | ПУ речфлот           | с совещательным голосом |
| 30  | Балашов, Александр Иустинович                             | 1931         | Тамбовская           | с решающим голосом      |
| 31  | Барамия, Михаил Иванович                                  | 1928         | Грузинская           | с решающим голосом      |
| 32  | Баранов, Пётр Дмитриевич                                  | 1931         | Куйбышевская         | с решающим голосом      |
| 33  | Басов, Михаил Васильевич                                  | 1928         | Ленинградская        | с решающим голосом      |
| 34  | Бегма, Василий Андреевич                                  | 1927         | Ровенская            | с решающим голосом      |
| 35  | Бекжанов, Мурзахмет Джексенгалиевич                       | 1928         | Казахская            | с решающим голосом      |
| 36  | Белахов, Леонид Юлианович                                 | 1929         | НК морфлот           | с совещательным голосом |
| 37  | Белевский, Иван Матвеевич                                 | 1920         | Ворошиловградская    | с решающим голосом      |
| 38  | Белов, Аркадий Гаврилович                                 | 1925         | Московская           | с решающим голосом      |
| 39  | Бенедиктов, Иван Александрович                            | 1930         | ЦК ВКП(б)            | с совещательным голосом |
| 40  | Бережной, Семён Петрович                                  | 1931         | Сталинская           | с решающим голосом      |
| 41  | Берёзкин, Василий Алексеевич                              | 1925         | Крымская             | с решающим голосом      |
| 42  | Берия, Лаврентий Павлович                                 | 1917         | Сталинская           | с решающим голосом      |
| 43  | Блинов, Афанасий Сергеевич                                | 1927         | Ивановская           | с решающим голосом      |
| 44  | Бобихов, Александр Семёнович                              | 1928         | Ленинградская        | с решающим голосом      |
| 45  | Бобровский, Григорий Иванович                             | 1929         | Сталинская           | с решающим голосом      |
| 46  | Богатырёв Василий Васильевич                              | 1918         | НК электропром.      | с совещательным голосом |
| 47  | Бойков, Алексей Георгиевич                                | 1925         | Тамбовская           | с решающим голосом      |
| 48  | Бойцов, Василий Иванович                                  | 1925         | Орловская            | с решающим голосом      |
| 49  | Бойцов, Иван Павлович                                     | 1919         | Калининская          | с решающим голосом      |
| 50  | Болтрушко, Павел Семёнович                                | 1917         | Литовская            | с решающим голосом      |
| 51  | Большаков, Иван Григорьевич                               | 1918         | СНК                  | с совещательным голосом |
| 52  | Борисов, Борис Алексеевич                                 | 1926         | Крымская             | с решающим голосом      |
| 53  | Борков, Геннадий Андреевич                                | 1924         | Хабаровская          | с решающим голосом      |
| 54  | Боровик, Василий Тимофеевич                               | 1932         | Сталинская           | с решающим голосом      |
| 55  | Бородин, Пётр Григорьевич                                 | 1926         | Молдавская           | с решающим голосом      |
| 56  | Бортников, Александр Петрович                             | 1928         | Карело-Финская       | с решающим голосом      |
| 57  | Бочков, Виктор Михайлович                                 | 1919         | Прокуратура          | с совещательным голосом |
| 58  | Бредис Пётр Янович                                        | 1927         | Латвийская           | с решающим голосом      |
| 59  | Бударин, Борис Александрович                              | 1931         | Приморская           | с решающим голосом      |
| 60  | Будённый, Семён Михайлович                                | 1919         | ЦК ВКП(б)            | с совещательным голосом |
| 61  | Буеверов, Алексей Матвеевич                               | 1928         | Красноярская         | с решающим голосом      |
| 62  | Бука, Михаил Иванович                                     | 1939         | Латвийская           | с решающим голосом      |
| 63  | Бука, Янис Яковлевич                                      | 1939         | Латвийская           | с решающим голосом      |
| 64  | Булатов, Владимир Семёнович                               | 1930         | Крымская             | с решающим голосом      |
| 65  | Булганин, Николай Александрович                           | 1917         | ЦК ВКП(б)            | с совещательным голосом |
| 66  | Булыгин, Николай Финогенович                              | 1925         | Мордовская           | с решающим голосом      |
| 67  | Бурмистенко, Михаил Алексеевич                            | 1919         | Харьковская          | с решающим голосом      |
| 68  | Бутырин, Сергей Иванович                                  | 1926         | Николаевская         | с решающим голосом      |
| 69  | Былбас, Василий Андреевич                                 | 1926         | Узбекская            | с решающим голосом      |
| 70  | Былинский, Иван Семёнович                                 | 1926         | Гомельская           | с решающим голосом      |
| 71  | Бычков, Иван Георгиевич                                   | 1928         | Татарская            | с решающим голосом      |
| 72  | Бычков, Михаил Иванович                                   | 1932         | Сталинградская       | с решающим голосом      |
| 73  | Вагапов, Сабир Ахмедьянович                               | 1926         | Башкирская           | с решающим голосом      |
| 74  | Вагов, Алексей Власович                                   | 1925         | Киргизская           | с решающим голосом      |
| 75  | Валетов, Герасим Иванович                                 | 1924         | Московская           | с решающим голосом      |
| 76  | Ванников, Борис Львович                                   | 1919         | ЦК ВКП(б)            | с совещательным голосом |
| 77  | Васильев, Яков Васильевич                                 | 1924         | Азербайджанская      | с решающим голосом      |
| 78  | Вахрушев, Василий Васильевич                              | 1919         | ЦК ВКП(б)            | с совещательным голосом |
| 79  | Вейнберг, Гавриил Давыдович                               | 1906         | ЦК ВКП(б)            | с совещательным голосом |
| 80  | Владимирский, Михаил Фёдорович                            | 1898         | ЦРК ВКП(б)           | с совещательным голосом |
| 81  | Власов, Александр Иосифович                               | 1925         | Каменец-Подольская   | с решающим голосом      |
| 82  | Власов, Иван Алексеевич                                   | 1929         | Саратовская          | с решающим голосом      |
| 83  | Власов, Сергей Григорьевич                                | 1929         | Свердловская         | с решающим голосом      |
| 84  | Вознесенский, Николай Алексеевич                          | 1919         | ЦК ВКП(б)            | с совещательным голосом |
| 85  | Волков Алексей Алексеевич                                 | 1915         | ЦРК ВКП(б)           | с совещательным голосом |
| 86  | Волков, Иван Алексеевич                                   | 1925         | Новосибирская        | с решающим голосом      |
| 87  | Володин, Николай Васильевич                               | 1925         | Московская           | с решающим голосом      |
| 88  | Воронин, Александр Иванович                               | 1928         | Сталинградская       | с решающим голосом      |
| 89  | Воротов, Григорий Григорьевич                             | 1928         | Ленинградская        | с решающим голосом      |
| 90  | Ворошилов, Климент Ефремович                              | 1903         | Московская           | с решающим голосом      |
| 91  | Вышинский, Андрей Януарьевич                              | 1920         | ЦК ВКП(б)            | с совещательным голосом |
| 92  | Гаевой, Антон Иванович                                    | 1930         | Ворошиловградская    | с решающим голосом      |
| 93  | Гвишиани, Михаил Максимович                               | 1928         | ЦК ВКП(б)            | с совещательным голосом |
| 94  | Гиндин, Александр Моисеевич                               | 1931         | Азербайджанская      | с решающим голосом      |
| 95  | Гинзбург, Семён Захарович                                 | 1917         | НК по стр-ву         | с совещательным голосом |
| 96  | Гоглидзе, Сергей Арсеньевич                               | 1919         | Ленинградская        | с решающим голосом      |
| 97  | Гогосов, Владимир Антонович                               | 1928         | Ярославская          | с решающим голосом      |
| 98  | Годжаев Салих Бала оглы                                   | 1917         | Азербайджанская      | с решающим голосом      |
| 99  | Годовицин Геннадий Николаевич                             | 1932         | Новосибирская        | с решающим голосом      |
| 100 | Голубев, Иван Григорьевич                                 | 1928         | Красноярская         | с решающим голосом      |
| 101 | Голубенков, Иван Сергеевич                                | 1924         | Тульская             | с решающим голосом      |
| 102 | Голышев, Владимир Абрамович                               | 1925         | Сталинградская       | с решающим голосом      |
| 103 | Голяков, Иван Терентьевич                                 | 1918         | Верховный Суд        | с совещательным голосом |
| 104 | Гончаров, Николай Митрофанович                            | 1931         | Харьковская          | с решающим голосом      |
| 105 | Гончаров, Степан Корнилович                               | 1925         | Читинская            | с решающим голосом      |
| 106 | Горбань, Борис Архипович                                  | 1926         | Ярославская          | с решающим голосом      |
| 107 | Горбунов, Михаил Иванович                                 | 1930         | Свердловская         | с решающим голосом      |
| 108 | Горенков, Фёдор Степанович                                | 1925         | Кировоградская       | с решающим голосом      |
| 109 | Горкин, Александр Фёдорович                               | 1916         | ЦК ВКП(б)            | с совещательным голосом |
| 110 | Горнов, Николай Александрович                             | 1926         | Хабаровская          | с решающим голосом      |
| 111 | Гракин, Иван Алексеевич                                   | 1925         | Московская           | с совещательным голосом |
| 112 | Гребень, Владимир Кондратьевич                            | 1930         | Куйбышевская         | с решающим голосом      |
| 113 | Грекова Надежда Григорьевна                               | 1932         | ЦРК ВКП(б)           | с совещательным голосом |
| 114 | Гречуха, Михаил Сергеевич                                 | 1926         | Харьковская          | с решающим голосом      |
| 115 | Григорьев, Александр Назарович                            | 1926         | Вологодская          | с решающим голосом      |
| 116 | Грищук, Леонид Степанович                                 | 1930         | Львовская            | с решающим голосом      |
| 117 | Громов, Григорий Петрович                                 | 1924         | ЦК ВКП(б)            | с совещательным голосом |
| 118 | Груленко, Михаил Васильевич                               | 1927         | Станиславская        | с решающим голосом      |
| 119 | Грушецкий, Иван Самойлович                                | 1928         | Черновицкая          | с решающим голосом      |
| 120 | Гуревич, Наум Павлович                                    | 1927         | Одесская             | с решающим голосом      |
| 121 | Гусаров, Николай Иванович                                 | 1925         | Молотовская          | с решающим голосом      |
| 122 | Гусев, Владимир Сергеевич                                 | 1928         | Московская           | с решающим голосом      |
| 123 | Гусев, Михаил Алексеевич                                  | 1928         | Ивановская           | с решающим голосом      |
| 124 | Гущин, Андриан Васильевич                                 | 1932         | Ленинградская        | с решающим голосом      |
| 125 | Давыдов, Алексей Иосифович                                | 1927         | Киевская             | с решающим голосом      |
| 126 | Давыдов, Семён Борисович                                  | 1927         | Одесская             | с решающим голосом      |
| 127 | Данилин, Иван Венедиктович                                | 1925         | Московская           | с решающим голосом      |
| 128 | Двинский, Борис Александрович                             | 1920         | Ростовская           | с решающим голосом      |
| 129 | Дёмкин, Иван Николаевич                                   | 1926         | Хабаровская          | с решающим голосом      |
| 130 | Дёмкин, Леонид Григорьевич                                | 1931         | Казахская            | с решающим голосом      |
| 131 | Денисенко, Василий Михайлович                             | 1927         | ЦРК ВКП(б)           | с совещательным голосом |
| 132 | Денисов, Михаил Фёдорович                                 | 1926         | ЦК ВКП(б)            | с совещательным голосом |
| 133 | Дидик, Сергей Иванович                                    | 1931         | Днепропетровская     | с решающим голосом      |
| 134 | Димитров, Георгий Михайлович                              | 1919         | ИККИ                 | с совещательным голосом |
| 135 | Дмитриев, Иван Степанович                                 | 1930         | Воронежская          | с решающим голосом      |
| 136 | Долгих, Георгий Матвеевич                                 | 1927         | Львовская            | с решающим голосом      |
| 137 | Должных, Вениамин Николаевич                              | 1932         | Иркутская            | с решающим голосом      |
| 138 | Доркин, Василий Григорьевич                               | 1929         | Пензенская           | с решающим голосом      |
| 139 | Доронин, Павел Иванович                                   | 1927         | Курская              | с решающим голосом      |
| 140 | Доронин, Яков Алексеевич                                  | 1921         | Грузинская           | с решающим голосом      |
| 141 | Друзяков, Михаил Иванович                                 | 1927         | Московская           | с решающим голосом      |
| 142 | Дубровский, Александр Афанасьевич                         | 1920         | Чкаловская           | с решающим голосом      |
| 143 | Дудченко, Александр Михайлович                            | 1930         | Новосибирская        | с решающим голосом      |
| 144 | Дукельский, Семён Семёнович                               | 1917         | ЦРК ВКП(б)           | с совещательным голосом |
| 145 | Дымов, Александр Андреевич                                | 1929         | Московская           | с решающим голосом      |
| 146 | Евдокимов, Иван Иванович                                  | 1929         | Сталинская           | с решающим голосом      |
| 147 | Евсеенко, Михаил Андрианович                              | 1929         | Азербайджанская      | с решающим голосом      |
| 148 | Егоренков, Иван Иванович                                  | 1928         | Ленинградская        | с решающим голосом      |
| 149 | Егоров, Никита Васильевич                                 | 1929         | Куйбышевская         | с решающим голосом      |
| 150 | Епишев, Алексей Алексеевич                                | 1929         | Харьковская          | с решающим голосом      |
| 151 | Ерзин, Ахмед Абдуллаевич                                  | 1931         | Узбекская            | с решающим голосом      |
| 152 | Ершаков, Филипп Афанасьевич                               | 1919         | Свердловская         | с решающим голосом      |
| 153 | Ефремов, Александр Илларионович                           | 1924         | ЦК ВКП(б)            | с совещательным голосом |
| 154 | Жаворонков, Василий Гаврилович                            | 1929         | Тульская             | с решающим голосом      |
| 155 | Жданов, Андрей Александрович                              | 1915         | Ленинградская        | с решающим голосом      |
| 156 | Жемчужина, Полина Семёновна (Карповская Перл Семёновна)   | 1918         | ЦК ВКП(б)            | с совещательным голосом |
| 157 | Жидков, Пётр Никитович                                    | 1928         | Московская           | с решающим голосом      |
| 158 | Жиженков, Флавиан Васильевич                              | 1924         | Гомельская           | с решающим голосом      |
| 159 | Жильцов, Сергей Николаевич                                | 1925         | Ивановская           | с решающим голосом      |
| 160 | Жуйков, Валентин Иванович                                 | 1928         | Кировская            | с решающим голосом      |
| 161 | Жуков, Георгий Константинович                             | 1919         | НК обороны           | с совещательным голосом |
| 162 | Журавлёв, Виктор Павлович                                 | 1920         | ЦК ВКП(б)            | с совещательным голосом |
| 163 | Журавлёв, Николай Николаевич                              | 1921         | Куйбышевская         | с решающим голосом      |
| 164 | Жучков, Василий Иванович                                  | 1928         | Горьковская          | с решающим голосом      |
| 165 | Забабурин, Михаил Васильевич                              | 1927         | Казахская            | с решающим голосом      |
| 166 | Задионченко, Семён Борисович (Зайончик Шимон Борухович)   | 1919         | Днепропетровская     | с решающим голосом      |
| 167 | Зальцман, Исаак Моисеевич                                 | 1928         | Ленинградская        | с решающим голосом      |
| 168 | Запорожец Александр Иванович                              | 1919         | ГУПП РККА            | с совещательным голосом |
| 169 | Засядько, Александр Фёдорович                             | 1931         | Сталинская           | с решающим голосом      |
| 170 | Захаревский, Никифор Иванович                             | 1932         | Киевская             | с решающим голосом      |
| 171 | Захаров, Михаил Григорьевич                               | 1923         | Витебская            | с решающим голосом      |
| 172 | Захаров, Семён Егорович                                   | 1926         | Приморская           | с решающим голосом      |
| 173 | Зверев, Арсений Григорьевич                               | 1919         | ЦК ВКП(б)            | с совещательным голосом |
| 174 | Землячка, Розалия Самойловна (Залкинд)                    | 1898         | ЦК ВКП(б)            | с совещательным голосом |
| 175 | Зернов, Павел Михайлович                                  | 1925         | СНК                  | с совещательным голосом |
| 176 | Зимин, Константин Николаевич                              | 1919         | Приморская           | с решающим голосом      |
| 177 | Золотов, Афанасий Сергеевич                               | 1926         | Молотовская          | с решающим голосом      |
| 178 | Зорин, Алексей Александрович                              | 1932         | Воронежская          | с решающим голосом      |
| 179 | Зотов, Василий Петрович                                   | 1925         | ЦК ВКП(б)            | с совещательным голосом |
| 180 | Зубынин, Леонид Михайлович                                | 1927         | Калининская          | с решающим голосом      |
| 181 | Иванов, Александр Николаевич                              | 1919         | Ростовская           | с решающим голосом      |
| 182 | Иванов Виктор Александрович                               | 1927         | Чечено-Ингушская     | с решающим голосом      |
| 183 | Иванов Иван Иванович                                      | 1927         | Рязанская            | с решающим голосом      |
| 184 | Иванов, Филипп Васильевич                                 | 1926         | Сталинская           | с решающим голосом      |
| 185 | Иванов, Филипп Иванович                                   | 1926         | Московская           | с решающим голосом      |
| 186 | Игнатов, Михаил Егорович                                  | 1924         | Ворошиловградская    | с решающим голосом      |
| 187 | Игнатов, Николай Григорьевич                              | 1924         | ЦК ВКП(б)            | с совещательным голосом |
| 188 | Игнатьев, Семён Денисович                                 | 1926         | Бурят-Монгольская    | с решающим голосом      |
| 189 | Игнатьев, Сергей Парфёнович                               | 1924         | ЦК ВКП(б)            | с совещательным голосом |
| 190 | Изотов, Никита Алексеевич                                 | 1936         | ЦРК ВКП(б)           | с совещательным голосом |
| 191 | Ильин, Григорий Маркелович                                | 1930         | Московская           | с решающим голосом      |
| 192 | Илюхин, Пётр Степанович                                   | 1919         | Саратовская          | с решающим голосом      |
| 193 | Исаченко, Александр Никитич                               | 1926         | Московская           | с решающим голосом      |
| 194 | Ишков, Александр Акимович                                 | 1927         | НК рыб. пром.        | с совещательным голосом |
| 195 | Ишханов, Сергей Мартынович                                | 1925         | Грузинская           | с решающим голосом      |
| 196 | Кабанов, Александр Фёдорович                              | 1924         | Пензенская           | с решающим голосом      |
| 197 | Каганович, Лазарь Моисеевич                               | 1911         | Московская           | с решающим голосом      |
| 198 | Каганович, Михаил Моисеевич                               | 1905         | ЦК ВКП(б)            | с совещательным голосом |
| 199 | Казаков, Николай Степанович                               | 1923         | Ленинградская        | с решающим голосом      |
| 200 | Калашников, Константин Фёдорович                          | 1932         | Московская           | с совещательным голосом |
| 201 | Калинин, Михаил Иванович                                  | 1898         | Ленинградская        | с решающим голосом      |
| 202 | Калнберзин, Ян Эдуардович                                 | 1917         | Латвийская           | с решающим голосом      |
| 203 | Камилов, Турсун                                           | 1929         | Узбекская            | с решающим голосом      |
| 204 | Канунников, Михаил Яковлевич                              | 1926         | Куйбышевская         | с решающим голосом      |
| 205 | Капранов, Григорий Матвеевич                              | 1932         | Ивановская           | с решающим голосом      |
| 206 | Капустин, Яков Фёдорович                                  | 1927         | Ленинградская        | с решающим голосом      |
| 207 | Карелин, Алексей Максимович                               | 1928         | Московская           | с решающим голосом      |
| 208 | Карпаченко, Василий Пантелеевич                           | 1932         | Белостокская         | с решающим голосом      |
| 209 | Карташёв, Константин Кириллович                           | 1927         | ЦК ВКП(б)            | с совещательным голосом |
| 210 | Кафар-заде, Султан Асадулла оглы                          | 1927         | Азербайджанская      | с решающим голосом      |
| 211 | Кафтанов, Сергей Васильевич                               | 1926         | ЦК ВКП(б)            | с совещательным голосом |
| 212 | Кацнельсон, Залман Моисеевич                              | 1932         | Ленинградская        | с решающим голосом      |
| 213 | Качалин, Кирилл Иванович                                  | 1928         | Иркутская            | с решающим голосом      |
| 214 | Кидин, Александр Николаевич                               | 1930         | Московская           | с решающим голосом      |
| 215 | Киреев, Пётр Прохорович                                   | 1931         | Московская           | с решающим голосом      |
| 216 | Кириленко, Андрей Павлович                                | 1931         | Запорожская          | с решающим голосом      |
| 217 | Кирпонос, Михаил Петрович                                 | 1918         | Киевская             | с решающим голосом      |
| 218 | Киселёв, Василий Афанасьевич                              | 1929         | ЦРК ВКП(б)           | с совещательным голосом |
| 219 | Киселёв, Кузьма Венедиктович                              | 1923         | ЦРК ВКП(б)           | с совещательным голосом |
| 220 | Киселёв Николай Васильевич                                | 1925         | ЦК ВКП(б)            | с совещательным голосом |
| 221 | Климов Иван Фролович                                      | 1925         | Вилейская            | с решающим голосом      |
| 222 | Климович, Лука Антонович                                  | 1926         | Новосибирская        | с решающим голосом      |
| 223 | Кобулов, Богдан Захарович                                 | 1925         | ЦК ВКП(б)            | с совещательным голосом |
| 224 | Ковалёв, Михаил Прокофьевич                               | 1927         | ЦК ВКП(б)            | с совещательным голосом |
| 225 | Кодзасов, Гуцур Александрович                             | 1930         | Ростовская           | с решающим голосом      |
| 226 | Козлов, Фрол Романович                                    | 1926         | Удмуртская           | с решающим голосом      |
| 227 | Колонтырская, Евгения Соломоновна                         | 1920         | Ленинградская        | с решающим голосом      |
| 228 | Колущинский, Евгений Петрович                             | 1927         | Саратовская          | с решающим голосом      |
| 229 | Колыбанов, Анатолий Георгиевич                            | 1925         | Одесская             | с решающим голосом      |
| 230 | Комаров, Павел Тимофеевич                                 | 1920         | Вологодская          | с решающим голосом      |
| 231 | Компанец, Иван Данилович                                  | 1927         | Тарнопольская        | с решающим голосом      |
| 232 | Кондратьев, Виктор Алексеевич                             | 1930         | Новосибирская        | с решающим голосом      |
| 233 | Коновалов, Константин Дмитриевич                          | 1932         | Приморская           | с решающим голосом      |
| 234 | Константинов, Тихон Антонович                             | 1924         | Молдавская           | с решающим голосом      |
| 235 | Корниец, Леонид Романович                                 | 1926         | Днепропетровская     | с решающим голосом      |
| 236 | Коробка, Дмитрий Яковлевич                                | 1927         | Днепропетровская     | с решающим голосом      |
| 237 | Коробков, Иван Иванович                                   | 1930         | Горьковская          | с решающим голосом      |
| 238 | Коровин, Ермил Сергеевич                                  | 1928         | Воронежская          | с решающим голосом      |
| 239 | Коротченко, Демьян Сергеевич                              | 1918         | Сталинская           | с решающим голосом      |
| 240 | Костин, Анатолий Георгиевич                               | 1930         | Ростовская           | с решающим голосом      |
| 241 | Костин, Валериан Иванович                                 | 1938         | Красноярская         | с решающим голосом      |
| 242 | Косыгин, Алексей Николаевич                               | 1927         | ЦК ВКП(б)            | с совещательным голосом |
| 243 | Котлик, Кирилл Романович                                  | 1925         | Полтавская           | с решающим голосом      |
| 244 | Кочетков, Николай Фёдорович                               | 1925         | Горьковская          | с решающим голосом      |
| 245 | Крачун, Николай Иванович                                  | 1931         | Карело-Финская       | с решающим голосом      |
| 246 | Кривенко, Леонид Михайлович                               | 1930         | Краснодарская        | с решающим голосом      |
| 247 | Кривонос, Пётр Фёдорович                                  | 1929         | ЦРК ВКП(б)           | с совещательным голосом |
| 248 | Кругликов, Михаил Маркович                                | 1927         | Краснодарская        | с решающим голосом      |
| 249 | Круглов, Сергей Никифорович (Яковлев)                     | 1928         | ЦК ВКП(б)            | с совещательным голосом |
| 250 | Крупин, Дмитрий Васильевич                                | 1918         | ЦК ВКП(б)            | с совещательным голосом |
| 251 | Крутиков, Алексей Дмитриевич                              | 1927         | НК внешторг          | с совещательным голосом |
| 252 | Кубаткин, Пётр Николаевич                                 | 1930         | Московская           | с решающим голосом      |
| 253 | Кувшинов, Иван Григорьевич                                | 1921         | Алтайская            | с решающим голосом      |
| 254 | Кудинов, Михаил Андреевич                                 | 1925         | Омская               | с решающим голосом      |
| 255 | Кудрявцев Александр Васильевич                            | 1930         | Узбекская            | с решающим голосом      |
| 256 | Кудряев, Владимир Георгиевич                              | 1925         | Белостокская         | с решающим голосом      |
| 257 | Кузик, Леонид Иванович                                    | 1926         | Омская               | с решающим голосом      |
| 258 | Кузин, Михаил Иванович                                    | 1926         | Горьковская          | с решающим голосом      |
| 259 | Кузнецов, Алексей Александрович                           | 1925         | Ленинградская        | с решающим голосом      |
| 260 | Кузнецов Иван Алексеевич                                  | 1918         | Читинская            | с решающим голосом      |
| 261 | Кузнецов, Михаил Георгиевич                               | 1927         | Измаильская          | с решающим голосом      |
| 262 | Кузнецов, Николай Герасимович                             | 1925         | ЦК ВКП(б)            | с совещательным голосом |
| 263 | Кузнецов, Фёдор Васильевич                                | 1930         | Смоленская           | с решающим голосом      |
| 264 | Кузнецов, Фёдор Федотович                                 | 1926         | ЦРК ВКП(б)           | с совещательным голосом |
| 265 | Кулаков, Павел Христофорович                              | 1929         | ЦК ВКП(б)            | с совещательным голосом |
| 266 | Кулатов Турабай                                           | 1932         | Киргизская           | с решающим голосом      |
| 267 | Кулик, Григорий Иванович                                  | 1917         | ЦК ВКП(б)            | с совещательным голосом |
| 268 | Куликов, Иван Васильевич                                  | 1931         | Челябинская          | с решающим голосом      |
| 269 | Кумехов, Зубер Докшукович                                 | 1932         | Кабардино-Балкарская | с решающим голосом      |
| 270 | Куприянов, Аркадий Иванович                               | 1932         | Витебская            | с решающим голосом      |
| 271 | Куприянов, Геннадий Николаевич                            | 1926         | Карело-Финская       | с решающим голосом      |
| 272 | Купцов, Дмитрий Семёнович                                 | 1929         | Омская               | с решающим голосом      |
| 273 | Курбанов Мамад-Али                                        | 1930         | Таджикская           | с решающим голосом      |
| 274 | Кутырёв, Алексей Михайлович                               | 1928         | Чкаловская           | с решающим голосом      |
| 275 | Куусинен, Отто Вильгельмович                              | 1904         | Карело-Финская       | с решающим голосом      |
| 276 | Кушнарёв, Вениамин Михайлович                             | 1923         | Марийская            | с решающим голосом      |
| 277 | Лаврентьев, Пётр Васильевич                               | 1925         | Калмыцкая            | с решающим голосом      |
| 278 | Лапшин, Леонид Иванович                                   | 1924         | Ивановская           | с решающим голосом      |
| 279 | Ларин, Василий Филиппович                                 | 1928         | Московская           | с решающим голосом      |
| 280 | Ларионов, Алексей Николаевич                              | 1927         | Ярославская          | с решающим голосом      |
| 281 | Лауристин, Иоханнес Гансович                              | 1917         | Эстонская            | с решающим голосом      |
| 282 | Лебедев, Виктор Матвеевич                                 | 1929         | Архангельская        | с решающим голосом      |
| 283 | Левицкий, Пётр Адамович                                   | 1930         | Полесская            | с решающим голосом      |
| 284 | Летков, Андрей Иванович                                   | 1930         | НК электростанций    | с совещательным голосом |
| 285 | Ликовенков, Николай Георгиевич                            | 1930         | Московская           | с решающим голосом      |
| 286 | Линкун, Николай Иосифович                                 | 1925         | Дагестанская         | с решающим голосом      |
| 287 | Литвинов, Алексей Ильич                                   | 1929         | Московская           | с решающим голосом      |
| 288 | Литвинов, Максим Максимович (Валлах Мейер-Генох Мовшевич) | 1898         | ЦК ВКП(б)            | с совещательным голосом |
| 289 | Литовских, Кузьма Степанович                              | 1928         | Молотовская          | с решающим голосом      |
| 290 | Лихачёв, Иван Алексеевич                                  | 1917         | ЦК ВКП(б)            | с совещательным голосом |
| 291 | Лобанов, Павел Павлович                                   | 1927         | ЦРК ВКП(б)           | с совещательным голосом |
| 292 | Лобков, Вячеслав Николаевич                               | 1924         | Алтайская            | с решающим голосом      |
| 293 | Логинов, Николай Алексеевич                               | 1919         | Тамбовская           | с решающим голосом      |
| 294 | Лозовский А. (Дридзо Соломон Абрамович)                   | 1901         | ЦК ВКП(б)            | с совещательным голосом |
| 295 | Локтионов, Павел Спиридонович                             | 1927         | Ворошиловградская    | с решающим голосом      |
| 296 | Ломако, Павел Фадеевич                                    | 1925         | НК цветмет           | с совещательным голосом |
| 297 | Лохматов, Василий Митрофанович                            | 1926         | Литовская            | с решающим голосом      |
| 298 | Луканов, Гавриил Маркович                                 | 1928         | Орловская            | с решающим голосом      |
| 299 | Лукин, Иван Николаевич                                    | 1929         | Горьковская          | с решающим голосом      |
| 300 | Лукин, Сергей Георгиевич                                  | 1925         | ЦРК ВКП(б)           | с совещательным голосом |
| 301 | Лукьянов, Владимир Васильевич                             | 1927         | Кировская            | с решающим голосом      |
| 302 | Любавин, Пётр Митрофанович                                | 1919         | Сталинская           | с решающим голосом      |
| 303 | Любимов, Александр Васильевич                             | 1924         | ЦРК ВКП(б)           | с совещательным голосом |
| 304 | Мазин, Николай Петрович                                   | 1931         | Северо-Осетинская    | с решающим голосом      |
| 305 | Макаров, Иван Гаврилович                                  | 1905         | ЦК ВКП(б)            | с совещательным голосом |
| 306 | Макаров, Иван Николаевич                                  | 1926         | Могилёвская          | с решающим голосом      |
| 307 | Макаров, Михаил Александрович                             | 1929         | Приморская           | с решающим голосом      |
| 308 | Максимов, Алексей Иванович                                | 1922         | Московская           | с решающим голосом      |
| 309 | Максимов, Николай Константинович                          | 1931         | Куйбышевская         | с решающим голосом      |
| 310 | Малахов, Михаил Иванович                                  | 1926         | Московская           | с решающим голосом      |
| 311 | Маленков, Георгий Максимилианович                         | 1920         | Московская           | с решающим голосом      |
| 312 | Малов, Сергей Иванович                                    | 1931         | Немцев Поволжья      | с решающим голосом      |
| 313 | Малышев,Вячеслав Александрович                            | 1926         | ЦК ВКП(б)            | с совещательным голосом |
| 314 | Малышев, Илья Ильич                                       | 1932         | СНК                  | с совещательным голосом |
| 315 | Манзюк, Николай Гаврилович                                | 1927         | Днепропетровская     | с решающим голосом      |
| 316 | Мануильский, Дмитрий Захарович                            | 1903         | ЦК ВКП(б)            | с совещательным голосом |
| 317 | Манчхава, Климентий Мелитонович                           | 1925         | Грузинская           | с решающим голосом      |
| 318 | Мареев, Семён Тимофеевич                                  | 1927         | Красноярская         | с решающим голосом      |
| 319 | Маркарьян, Рубен Амбарцумович                             | 1925         | Азербайджанская      | с решающим голосом      |
| 320 | Марков, Василий Сергеевич                                 | 1923         | Полтавская           | с решающим голосом      |
| 321 | Мартынов, Серафим Владимирович                            | 1921         | Крымская             | с решающим голосом      |
| 322 | Масленников, Иван Иванович                                | 1924         | ЦК ВКП(б)            | с совещательным голосом |
| 323 | Матвеев, Александр Павлович                               | 1925         | Минская              | с решающим голосом      |
| 324 | Матвеев, Михаил Фёдорович                                 | 1930         | Орловская            | с решающим голосом      |
| 325 | Матвеев, Николай Иванович                                 | 1921         | Ленинградская        | с решающим голосом      |
| 326 | Матюшин, Фёдор Семёнович                                  | 1925         | Запорожская          | с решающим голосом      |
| 327 | Мельников, Алексей Николаевич                             | 1919         | ЦРК ВКП(б)           | с совещательным голосом |
| 328 | Мельников, Роман Ефимович                                 | 1928         | Смоленская           | с решающим голосом      |
| 329 | Мерецков, Кирилл Афанасьевич                              | 1917         | ЦК ВКП(б)            | с совещательным голосом |
| 330 | Меркулов, Всеволод Николаевич                             | 1925         | ЦК ВКП(б)            | с совещательным голосом |
| 331 | Меркулов, Фёдор Александрович                             | 1919         | ЦК ВКП(б)            | с совещательным голосом |
| 332 | Мехлис, Лев Захарович                                     | 1918         | ЦК ВКП(б)            | с совещательным голосом |
| 333 | Мехтиев, Бендали Абдул Гусейн оглы                        | 1929         | Азербайджанская      | с решающим голосом      |
| 334 | Микоян, Анастас Иванович                                  | 1915         | Сталинская           | с решающим голосом      |
| 335 | Минченко, Авксентий Малахович                             | 1927         | Пинская              | с решающим голосом      |
| 336 | Миронов, Николай Михайлович                               | 1930         | Горьковская          | с решающим голосом      |
| 337 | Митерев, Георгий Андреевич                                | 1928         | НК здрав             | с совещательным голосом |
| 338 | Митин, Марк Борисович (Гершкович)                         | 1919         | ЦК ВКП(б)            | с совещательным голосом |
| 339 | Митраков, Иван Лукич                                      | 1929         | Свердловская         | с решающим голосом      |
| 340 | Митрофанов, Фёдор Митрофанович                            | 1929         | Ленинградская        | с решающим голосом      |
| 341 | Михайлов, Николай Александрович                           | 1930         | ЦК ВКП(б)            | с совещательным голосом |
| 342 | Михеев, Иван Николаевич                                   | 1927         | Сталинградская       | с решающим голосом      |
| 343 | Мишакова, Ольга Петровна                                  | 1937         | ЦРК ВКП(б)           | с совещательным голосом |
| 344 | Мищенко, Гавриил Корнеевич                                | 1925         | Винницкая            | с решающим голосом      |
| 345 | Моисеев, Иван Иванович                                    | 1931         | Калининская          | с решающим голосом      |
| 346 | Моисеенко, Павел Дмитриевич                               | 1929         | Челябинская          | с решающим голосом      |
| 347 | Молоков, Василий Сергеевич                                | 1925         | СНК                  | с совещательным голосом |
| 348 | Молотов, (Скрябин) Вячеслав Михайлович                    | 1906         | Московская           | с решающим голосом      |
| 349 | Моняков, Максим Платонович                                | 1920         | Орловская            | с решающим голосом      |
| 350 | Мордвинов, Илья Ефимович                                  | 1931         | Сталинская           | с решающим голосом      |
| 351 | Морев, Георгий Ильич                                      | 1931         | Ленинградская        | с решающим голосом      |
| 352 | Мосалов, Николай Иванович                                 | 1930         | Воронежская          | с решающим голосом      |
| 353 | Москатов, Пётр Георгиевич                                 | 1917         | ЦРК ВКП(б)           | с совещательным голосом |
| 354 | Москвин, Василий Арсентьевич                              | 1932         | Новосибирская        | с решающим голосом      |
| 355 | Мотинов, Матвей Васильевич                                | 1924         | Ростовская           | с решающим голосом      |
| 356 | Мурзин, Михаил Сергеевич                                  | 1928         | Гомельская           | с решающим голосом      |
| 357 | Мухин, Александр Александрович                            | 1926         | Свердловская         | с решающим голосом      |
| 358 | Назаров, Павел Александрович                              | 1931         | Ярославская          | с решающим голосом      |
| 359 | Нарсия, Григорий Евсеевич                                 | 1929         | Грузинская           | с решающим голосом      |
| 360 | Наугольный, Алексей Андреевич                             | 1921         | Ростовская           | с решающим голосом      |
| 361 | Невежин, Николай Иванович                                 | 1925         | ЦК ВКП(б)            | с совещательным голосом |
| 362 | Недосекин, Виктор Иванович                                | 1930         | Свердловская         | с решающим голосом      |
| 363 | Неклюдов, Алексей Иванович                                | 1929         | Казахская            | с решающим голосом      |
| 364 | Немцев, Степан Михайлович                                 | 1932         | Ростовская           | с решающим голосом      |
| 365 | Нечаев, Никита Александрович                              | 1927         | Казахская            | с решающим голосом      |
| 366 | Никитенко, Николай Иванович                               | 1930         | Казахская            | с решающим голосом      |
| 367 | Никитин, Василий Кириллович                               | 1928         | Свердловская         | с решающим голосом      |
| 368 | Никитин, Владимир Дмитриевич                              | 1925         | Воронежская          | с решающим голосом      |
| 369 | Никишов, Иван Фёдорович                                   | 1919         | Хабаровская          | с решающим голосом      |
| 370 | Николаева, Клавдия Ивановна                               | 1909         | ЦК ВКП(б)            | с совещательным голосом |
| 371 | Носенко, Иван Исидорович                                  | 1925         | НК судостр. пром.    | с совещательным голосом |
| 372 | Огородников, Георгий Петрович                             | 1923         | Архангельская        | с решающим голосом      |
| 373 | Окк, Фёдор Васильевич                                     | 1920         | Эстонская            | с решающим голосом      |
| 374 | Орлов, Николай Васильевич[уточнить]                       | 1919         | Николаевская         | с решающим голосом      |
| 375 | Осепашвили, Александр Константинович                      | 1938         | Грузинская           | с решающим голосом      |
| 376 | Осипов, Иван Артемьевич                                   | 1926         | Хабаровская          | с решающим голосом      |
| 377 | Осипов, Михаил Романович                                  | 1931         | Ивановская           | с решающим голосом      |
| 378 | Павлов, Михаил Ефимович                                   | 1929         | Ленинградская        | с решающим голосом      |
| 379 | Павлюков, Владимир Константинович                         | 1925         | Московская           | с решающим голосом      |
| 380 | Пазиков, Хабир Мухорянович                                | 1924         | Казахская            | с решающим голосом      |
| 381 | Пальцев, Георгий Николаевич                               | 1927         | Ивановская           | с решающим голосом      |
| 382 | Панков, Семён Иванович                                    | 1930         | Челябинская          | с решающим голосом      |
| 383 | Панов, Иван Михайлович                                    | 1931         | Горьковская          | с решающим голосом      |
| 384 | Папанин, Иван Дмитриевич                                  | 1919         | СНК                  | с совещательным голосом |
| 385 | Папин, Андрей Степанович                                  | 1926         | Горьковская          | с решающим голосом      |
| 386 | Паршин, Пётр Иванович                                     | 1928         | НК общ. маш-стр.     | с совещательным голосом |
| 387 | Патоличев, Николай Семёнович                              | 1928         | Ярославская          | с решающим голосом      |
| 388 | Паук, Адольф Иванович                                     | 1923         | Эстонская            | с решающим голосом      |
| 389 | Пахомов, Семён Иосифович                                  | 1927         | Читинская            | с решающим голосом      |
| 390 | Пашкин, Михаил Михайлович                                 | 1924         | Московская           | с решающим голосом      |
| 391 | Пегов, Николай Михайлович                                 | 1930         | Приморская           | с решающим голосом      |
| 392 | Первухин, Михаил Георгиевич                               | 1919         | ЦК ВКП(б)            | с совещательным голосом |
| 393 | Перевезенцев, Алексей Петрович                            | 1929         | Тульская             | с решающим голосом      |
| 394 | Пересыпкин, Иван Терентьевич                              | 1925         | НК связи             | с совещательным голосом |
| 395 | Першин, Самуил Трофимович                                 | 1929         | Ростовская           | с решающим голосом      |
| 396 | Петушков, Василий Павлович                                | 1920         | Мордовская           | с решающим голосом      |
| 397 | Пиксин, Иван Алексеевич                                   | 1929         | Сталинградская       | с решающим голосом      |
| 398 | Пирогов, Анисим Харитонович                               | 1919         | Винницкая            | с решающим голосом      |
| 399 | Пирузян, Арам Сергеевич                                   | 1929         | ЦРК ВКП(б)           | с совещательным голосом |
| 400 | Поляков, Василий Петрович                                 | 1930         | Тульская             | с решающим голосом      |
| 401 | Пономаренко, Пантелеймон Кондратьевич                     | 1925         | Минская              | с решающим голосом      |
| 402 | Попков, Пётр Сергеевич                                    | 1925         | Ленинградская        | с решающим голосом      |
| 403 | Попов, Георгий Михайлович                                 | 1926         | Московская           | с решающим голосом      |
| 404 | Попов, Дмитрий Михайлович                                 | 1921         | Смоленская           | с решающим голосом      |
| 405 | Попов, Иван Васильевич                                    | 1931         | Молотовская          | с решающим голосом      |
| 406 | Попов, Матвей Семёнович                                   | 1925         | Краснодарская        | с решающим голосом      |
| 407 | Поскрёбышев, Александр Николаевич                         | 1917         | ЦК ВКП(б)            | с совещательным голосом |
| 408 | Поспелов, Пётр Николаевич                                 | 1916         | ЦК ВКП(б)            | с совещательным голосом |
| 409 | Потанин, Дмитрий Николаевич                               | 1928         | Сталинская           | с решающим голосом      |
| 410 | Потёмкин, Владимир Петрович                               | 1919         | ЦК ВКП(б)            | с совещательным голосом |
| 411 | Прокопенко, Василий Пантелеевич                           | 1919         | Сталинская           | с решающим голосом      |
| 412 | Пронин, Василий Прохорович                                | 1925         | Московская           | с решающим голосом      |
| 413 | Протопопов, Дмитрий Захарович                             | 1917         | Таджикская           | с решающим голосом      |
| 414 | Пуго, Карл Янович                                         | 1919         | Латвийская           | с решающим голосом      |
| 415 | Пуговкин, Геннадий Никитич                                | 1925         | Новосибирская        | с решающим голосом      |
| 416 | Пятигорский, Семён Григорьевич                            | 1932         | Измаильская          | с решающим голосом      |
| 417 | Растёгин, Григорий Сергеевич                              | 1926         | ЦК ВКП(б)            | с совещательным голосом |
| 418 | Рахлин, Ефим Львович                                      | 1927         | Орловская            | с решающим голосом      |
| 419 | Рванцев, Фёдор Зиновьевич                                 | 1925         | Казахская            | с решающим голосом      |
| 420 | Реквава, Константин Филиппович                            | 1939         | Грузинская           | с решающим голосом      |
| 421 | Ровинский, Лев Яковлевич                                  | 1920         | газета «Правда»      | с совещательным голосом |
| 422 | Рогов, Иван Васильевич                                    | 1918         | ЦК ВКП(б)            | с совещательным голосом |
| 423 | Родионов, Василий Александрович                           | 1927         | Краснодарская        | с решающим голосом      |
| 424 | Родионов, Михаил Николаевич                               | 1929         | Горьковская          | с решающим голосом      |
| 425 | Романов, Василий Филиппович                               | 1917         | Запорожская          | с решающим голосом      |
| 426 | Руденко, Алексей Иванович                                 | 1927         | Ростовская           | с решающим голосом      |
| 427 | Руденко, Леонид Георгиевич                                | 1925         | Ростовская           | с решающим голосом      |
| 428 | Рычков, Николай Михайлович                                | 1917         | НК юстиции           | с совещательным голосом |
| 429 | Савченко, Аполлон Андреевич                               | 1929         | КПК при ЦК ВКП(б)    | с совещательным голосом |
| 430 | Савченко, Георгий Косьмич                                 | 1925         | ЦК ВКП(б)            | с совещательным голосом |
| 431 | Саджая, Алексей Николаевич                                | 1919         | ЦРК ВКП(б)           | с совещательным голосом |
| 432 | Саенко, Георгий Александрович                             | 1928         | Дагестанская         | с решающим голосом      |
| 433 | Саенко, Яков Дмитриевич                                   | 1920         | Краснодарская        | с решающим голосом      |
| 434 | Самохвалов, Александр Иванович                            | 1920         | ЦК ВКП(б)            | с совещательным голосом |
| 435 | Самохвалов, Фёдор Власович                                | 1930         | Саратовская          | с решающим голосом      |
| 436 | Санин, Степан Евдокимович                                 | 1926         | Краснодарская        | с решающим голосом      |
| 437 | Сапрыкин, Григорий Давыдович                              | 1925         | Челябинская          | с решающим голосом      |
| 438 | Сарапулов, Дмитрий Васильевич                             | 1920         | Сталинская           | с решающим голосом      |
| 439 | Сарафанников, Иван Семёнович                              | 1931         | Ярославская          | с решающим голосом      |
| 440 | Сарксян Агаси Согомонович                                 | 1932         | Армянская            | с решающим голосом      |
| 441 | Сафразьян, Леон Богданович                                | 1919         | СНК                  | с совещательным голосом |
| 442 | Сбежнев, Василий Григорьевич                              | 1932         | Сталинская           | с решающим голосом      |
| 443 | Севастьянов, Яков Андреевич                               | 1930         | Архангельская        | с решающим голосом      |
| 444 | Седин, Иван Корнеевич                                     | 1928         | ЦК ВКП(б)            | с совещательным голосом |
| 445 | Седов, Григорий Иванович                                  | 1930         | Карело-Финская       | с решающим голосом      |
| 446 | Селезнёв, Пётр Иануарьевич                                | 1915         | Краснодарская        | с решающим голосом      |
| 447 | Семенихин, Леонид Иванович                                | 1931         | Орловская            | с решающим голосом      |
| 448 | Семёнова, Зоя Петровна                                    | 1932         | Молотовская          | с решающим голосом      |
| 449 | Сергеев, Иван Павлович                                    | 1932         | ЦК ВКП(б)            | с совещательным голосом |
| 450 | Сердюк, Зиновий Тимофеевич                                | 1925         | Киевская             | с решающим голосом      |
| 451 | Серёгин, Владимир Павлович                                | 1918         | Чкаловская           | с решающим голосом      |
| 452 | Серов, Иван Александрович                                 | 1926         | Днепропетровская     | с решающим голосом      |
| 453 | Сидоренко, Иван Фёдорович                                 | 1927         | Львовская            | с решающим голосом      |
| 454 | Сидорин, Анатолий Ефимович                                | 1927         | Днепропетровская     | с решающим голосом      |
| 455 | Сидоров Николай Павлович                                  |              | Центросоюз           | с совещательным голосом |
| 456 | Силкин Григорий Петрович                                  | 1929         | ЦРК ВКП(б)           | с совещательным голосом |
| 457 | Симонов Павел Васильевич                                  | 1931         | Башкирская           | с решающим голосом      |
| 458 | Сиренко, Иван Маркович                                    | 1930         | Днепропетровская     | с решающим голосом      |
| 459 | Сирота, Наум Абрамович                                    | 1919         | Крымская             | с решающим голосом      |
| 460 | Сифуров, Пётр Кузьмич                                     | 1927         | Новосибирская        | с решающим голосом      |
| 461 | Скворцов Николай Александрович                            | 1919         | Казахская            | с решающим голосом      |
| 462 | Скрынников, Семён Емельянович                             | 1917         | ЦРК ВКП(б)           | с совещательным голосом |
| 463 | Слесарев, Алексей Назарович                               | 1918         | Орловская            | с решающим голосом      |
| 464 | Слизов, Парфирий Калинович                                | 1928         | Курская              | с решающим голосом      |
| 465 | Слонов М. И.                                              |              | ПУ НКПС              | с совещательным голосом |
| 466 | Смирнов, Александр Павлович                               | 1928         | Архангельская        | с решающим голосом      |
| 467 | Смирнов, Александр Петрович                               | 1926         | Ленинградская        | с решающим голосом      |
| 468 | Смирнов, Андрей Кириллович                                | 1927         | Харьковская          | с решающим голосом      |
| 469 | Смирнов, Павел Васильевич                                 | 1917         | ЦРК ВКП(б)           | с совещательным голосом |
| 470 | Смушкевич, Яков Владимирович                              | 1918         | ЦК ВКП(б)            | с совещательным голосом |
| 471 | Снечкус, Антанас Юозович                                  | 1920         | Литовская            | с решающим голосом      |
| 472 | Сойфер, Вольф Иосифович                                   | 1926         | Мурманская           | с решающим голосом      |
| 473 | Соколов, Иван Михайлович                                  | 1928         | Московская           | с совещательным голосом |
| 474 | Соловьёв Николай Васильевич                               | 1925         | Ленинградская        | с решающим голосом      |
| 475 | Соловьёв, Николай Фёдорович                               | 1938         | Московская           | с решающим голосом      |
| 476 | Соломатина, Анна Ивановна                                 | 1930         | Московская           | с решающим голосом      |
| 477 | Сомов, Георгий Александрович                              | 1930         | Сталинская           | с решающим голосом      |
| 478 | Сорокин, Михаил Дмитриевич                                | 1928         | Тульская             | с решающим голосом      |
| 479 | Соснин, Леонид Антонович                                  | 1917         | ЦК ВКП(б)            | с совещательным голосом |
| 480 | Спиридонов, Алексей Михайлович                            | 1929         | Хабаровская          | с решающим голосом      |
| 481 | Спирин, Виктор Фёдорович                                  | 1937         | Тамбовская           | с решающим голосом      |
| 482 | Сталин (Джугашвили) Иосиф Виссарионович                   | 1898         | Московская           | с решающим голосом      |
| 483 | Старостин, Максим Иванович                                | 1922         | Мурманская           | с решающим голосом      |
| 484 | Староторжский Александр Павлович (Шлыков)                 | 1917         | Калининская          | с решающим голосом      |
| 485 | Старченко, Василий Фёдорович                              | 1928         | ЦК ВКП(б)            | с совещательным голосом |
| 486 | Степаненко, Ион Лукич                                     | 1918         | Якутская             | с решающим голосом      |
| 487 | Стесин, Абрам Соломонович                                 | 1932         | Хабаровская          | с решающим голосом      |
| 488 | Сторожев, Яков Васильевич                                 | 1930         | ЦК ВКП(б)            | с совещательным голосом |
| 489 | Стремилло, Василий Иванович                               | 1926         | Ворошиловградская    | с решающим голосом      |
| 490 | Стулов, Иван Андреевич                                    | 1926         | Витебская            | с решающим голосом      |
| 491 | Суровой, Никита Михайлович                                | 1927         | Московская           | с решающим голосом      |
| 492 | Суслов, Михаил Андреевич                                  | 1921         | Орджоникидзевская    | с решающим голосом      |
| 493 | Сутырин, Иван Михайлович                                  | 1929         | Ярославская          | с решающим голосом      |
| 494 | Схиладзе, Александр Максимович                            | 1930         | Грузинская           | с решающим голосом      |
| 495 | Сыромятников, Михаил Алексеевич                           | 1920         | Житомирская          | с решающим голосом      |
| 496 | Сысоев, Василий Игнатьевич                                | 1938         | Свердловская         | с решающим голосом      |
| 497 | Сярэ, Карл Янович                                         | 1927         | Эстонская            | с решающим голосом      |
| 498 | Тараненко, Алексей Георгиевич                             | 1917         | Коми                 | с решающим голосом      |
| 499 | Тарасов, Павел Сергеевич                                  | 1921         | Московская           | с решающим голосом      |
| 500 | Тарасов, Степан Никонович                                 | 1915         | Рязанская            | с решающим голосом      |
| 501 | Таратынов, Александр Михайлович                           | 1932         | Ивановская           | с решающим голосом      |
| 502 | Таценко, Пётр Ильич                                       | 1929         | Волынская            | с решающим голосом      |
| 503 | Твалчрелидзе, Георгий Григорьевич                         | 1917         | Грузинская           | с решающим голосом      |
| 504 | Твердовский, Андрей Михайлович                            | 1919         | Московская           | с решающим голосом      |
| 505 | Творогов, Михаил Петрович                                 | 1929         | Новосибирская        | с решающим голосом      |
| 506 | Тевосян, Иван Фёдорович                                   | 1918         | ЦК ВКП(б)            | с совещательным голосом |
| 507 | Тимошенко, Семён Константинович                           | 1919         | ЦК ВКП(б)            | с совещательным голосом |
| 508 | Типикин, Иван Константинович                              | 1929         | Молотовская          | с решающим голосом      |
| 509 | Ткач, Яков Никитович                                      | 1927         | Дрогобычская         | с решающим голосом      |
| 510 | Токаев, Саид-Умар Биболатович                             | 1930         | Орджоникидзевская    | с решающим голосом      |
| 511 | Третьяков, Иван Кириллович                                | 1919         | Сталинская           | с решающим голосом      |
| 512 | Третьяков, Модест Тихонович                               | 1925         | Горьковская          | с решающим голосом      |
| 513 | Тупицын, Михаил Николаевич                                | 1930         | Брестская            | с решающим голосом      |
| 514 | Тур, Иван Петрович                                        | 1926         | Барановичская        | с решающим голосом      |
| 515 | Туркин, Михаил Афанасьевич                                | 1925         | Ярославская          | с решающим голосом      |
| 516 | Тюленев, Иван Владимирович                                | 1918         | Московская           | с решающим голосом      |
| 517 | Ундасынов, Нуртас                                         | 1926         | Казахская            | с решающим голосом      |
| 518 | Уразов, Сергей Иванович                                   | 1928         | Челябинская          | с решающим голосом      |
| 519 | Устинов, Александр Иванович                               | 1932         | Челябинская          | с решающим голосом      |
| 520 | Ухмылов, Георгий Антонович                                | 1931         | Ивановская           | с решающим голосом      |
| 521 | Фадеев, Александр Александрович (Булыга)                  | 1918         | ЦК ВКП(б)            | с совещательным голосом |
| 522 | Фёдоров Александр Григорьевич                             | 1929         | Архангельская        | с решающим голосом      |
| 523 | Фёдоров, Алексей Фёдорович                                | 1927         | Черниговская         | с решающим голосом      |
| 524 | Федотов, Пётр Петрович                                    | 1931         | Узбекская            | с решающим голосом      |
| 525 | Фекленко, Николай Владимирович                            | 1920         | ЦК ВКП(б)            | с совещательным голосом |
| 526 | Фирюбин, Николай Павлович                                 | 1929         | Московская           | с решающим голосом      |
| 527 | Фокин, Тимофей Арсеньевич                                 | 1924         | Челябинская          | с решающим голосом      |
| 528 | Фонин, Михаил Макарович                                   | 1929         | Туркменская          | с решающим голосом      |
| 529 | Хамидуллин, Рахим Галеевич                                | 1928         | Татарская            | с решающим голосом      |
| 530 | Харченко, Александр Александрович                         | 1925         | Сталинская           | с решающим голосом      |
| 531 | Хахалов, Александр Уладаевич                              | 1929         | Бурят-Монгольская    | с решающим голосом      |
| 532 | Хименко, Павел Фёдорович                                  | 1926         | Сумская              | с решающим голосом      |
| 533 | Хорев, Георгий Алексеевич                                 | 1925         | Туркменская          | с решающим голосом      |
| 534 | Хохлов, Иван Сергеевич                                    | 1918         | ЦК ВКП(б)            | с совещательным голосом |
| 535 | Хоштария, Симон Георгиевич                                | 1921         | Грузинская           | с решающим голосом      |
| 536 | Хропов, Сергей Акимович                                   | 1918         | Куйбышевская         | с решающим голосом      |
| 537 | Хрущёв, Никита Сергеевич                                  | 1918         | Киевская             | с решающим голосом      |
| 538 | Худай-Бергенов Айтбай                                     | 1929         | Туркменская          | с решающим голосом      |
| 539 | Цаблинский, Иосиф Лазаревич                               | 1919         | Горьковская          | с решающим голосом      |
| 540 | Цанава, Лаврентий Фомич                                   | 1920         | Белостокская         | с решающим голосом      |
| 541 | Царевский, Михаил Михайлович                              | 1917         | Мурманская           | с решающим голосом      |
| 542 | Цуканова, Анна Геннадиевна                                | 1931         | Иркутская            | с решающим голосом      |
| 543 | Цховребашвили, Владимир Гедеванович (Цховребадзе)         | 1926         | Грузинская           | с решающим голосом      |
| 544 | Цыпцын, Александр Трофимович                              | 1930         | Чечено-Ингушская     | с решающим голосом      |
| 545 | Чарквиани, Кандид Несторович                              | 1930         | Грузинская           | с решающим голосом      |
| 546 | Чарыков, Иван Матвеевич                                   | 1924         | Чувашская            | с решающим голосом      |
| 547 | Чеботарёв, Николай Николаевич                             | 1926         | НК цел. и бум. пром. | с совещательным голосом |
| 548 | Чекинов, Анатолий Петрович                                | 1929         | Удмуртская           | с решающим голосом      |
| 549 | Черевиченко, Яков Тимофеевич                              | 1919         | Одесская             | с решающим голосом      |
| 550 | Черепин, Тихон Корнеевич                                  | 1928         | Сумская              | с решающим голосом      |
| 551 | Черноусов, Борис Николаевич                               | 1929         | Московская           | с решающим голосом      |
| 552 | Чернышёв, Иван Фёдорович                                  | 1928         | Молотовская          | с решающим голосом      |
| 553 | Чернышёв, Николай Григорьевич                             | 1927         | Курская              | с решающим голосом      |
| 554 | Чернышёв, Сергей Семёнович                                | 1930         | Новосибирская        | с решающим голосом      |
| 555 | Черченко, Андрей Спиридонович                             | 1931         | Полтавская           | с решающим голосом      |
| 556 | Чистов, Вячеслав Павлович                                 | 1930         | Куйбышевская         | с решающим голосом      |
| 557 | Чмутов, Николай Иванович                                  | 1926         | Тульская             | с решающим голосом      |
| 558 | Чубин, Яков Абрамович                                     | 1915         | ЦРК ВКП(б)           | с совещательным голосом |
| 559 | Чуенков, Виктор Сергеевич                                 |              | СНК                  | с совещательным голосом |
| 560 | Чунаев, Леонид Георгиевич                                 | 1930         | Мурманская           | с решающим голосом      |
| 561 | Чураев, Виктор Михайлович                                 | 1929         | Харьковская          | с решающим голосом      |
| 562 | Чуянов, Алексей Семёнович                                 | 1925         | Сталинградская       | с решающим голосом      |
| 563 | Шагимарданов, Фазыл Валиахметович                         | 1927         | ЦК ВКП(б)            | с совещательным голосом |
| 564 | Шамберг, Михаил Абрамович                                 | 1917         | ЦК ВКП(б)            | с совещательным голосом |
| 565 | Шамрило Тимофей Власович                                  | 1926         | Киевская             | с решающим голосом      |
| 566 | Шапошников, Борис Михайлович                              | 1930         | ЦК ВКП(б)            | с совещательным голосом |
| 567 | Шараваев, Игнатий Андреевич                               | 1920         | Новосибирская        | с решающим голосом      |
| 568 | Шаталин, Николай Николаевич                               | 1925         | ЦРК ВКП(б)           | с совещательным голосом |
| 569 | Шахурин, Алексей Иванович                                 | 1925         | ЦК ВКП(б)            | с совещательным голосом |
| 570 | Шашков, Зосима Алексеевич                                 | 1929         | НК речфлот           | с совещательным голосом |
| 571 | Шаяхметов, Жумабай                                        | 1929         | Казахская            | с решающим голосом      |
| 572 | Шверник, Николай Михайлович                               | 1905         | Ворошиловградская    | с решающим голосом      |
| 573 | Шевченко, Василий Артёмович                               | 1927         | Николаевская         | с решающим голосом      |
| 574 | Шелонин, Фёдор Александрович                              | 1930         | Московская           | с решающим голосом      |
| 575 | Шерозия, Каллистрат Несторович                            | 1928         | Грузинская           | с решающим голосом      |
| 576 | Шибаев, Василий Филимонович                               | 1925         | Ростовская           | с решающим голосом      |
| 577 | Шиманский, Пётр Григорьевич                               | 1932         | Сталинская           | с решающим голосом      |
| 578 | Ширинкин, Степан Матвеевич                                | 1931         | Молотовская          | с решающим голосом      |
| 579 | Ширманов, Сергей Петрович                                 | 1932         | Сталинградская       | с решающим голосом      |
| 580 | Шкирятов, Матвей Фёдорович                                | 1906         | ЦК ВКП(б)            | с совещательным голосом |
| 581 | Штарев, Михаил Иванович                                   | 1930         | Горьковская          | с решающим голосом      |
| 582 | Штерн, Григорий Михайлович                                | 1919         | ЦК ВКП(б)            | с совещательным голосом |
| 583 | Штыков, Терентий Фомич                                    | 1929         | Ленинградская        | с решающим голосом      |
| 584 | Шумаускас, Мотеюс Юозович                                 | 1924         | Литовская            | с решающим голосом      |
| 585 | Щаденко, Ефим Афанасьевич                                 | 1904         | ЦК ВКП(б)            | с совещательным голосом |
| 586 | Щербаков, Александр Сергеевич                             | 1918         | Московская           | с решающим голосом      |
| 587 | Эйдинов, Григорий Борисович                               | 1927         | Могилёвская          | с решающим голосом      |
| 588 | Юсим, Яков Соломонович                                    | 1939         | Московская           | с решающим голосом      |
| 589 | Юсупов Усман                                              | 1926         | Узбекская            | с решающим голосом      |
| 590 | Яковлев, Арсений Иванович                                 | 1928         | Калининская          | с решающим голосом      |
| 591 | Яковлев, Семён Иванович                                   | 1919         | Воронежская          | с решающим голосом      |
| 592 | Яковлев Сергей Яковлевич                                  | 1927         | Московская           | с совещательным голосом |
| 593 | Ярославский, Емельян Михайлович                           | 1898         | ЦК ВКП(б)            | с совещательным голосом |
| 594 | Ятров, Сергей Николаевич                                  | 1931         | Башкирская           | с решающим голосом      |

## Список отсутствующие делегатов XVIII-й конференций ВКП(б)
13 делегатов на XVIII партийной конференции по разным причинам отсутствовали.
| №  | Фамилия (псевдоним), И. O.      | парт. стаж с | от органи- зации | право голоса            | причина отсутствия          |
| -- | ------------------------------- | ------------ | ---------------- | ----------------------- | --------------------------- |
| 1  | Андриенко, Афанасий Афанасьевич | 1928         | ЦРК ВКП(б)       | с совещательным голосом | не приехал                  |
| 2  | Бакрадзе, Валериан Минаевич     | 1921         | ЦК ВКП(б)        | с совещательным голосом | болен                       |
| 3  | Бирюков Николай Иванович        | 1925         | ЦК ВКП(б)        | с совещательным голосом | не разрешён выезд по работе |
| 4  | Деканозов, Владимир Георгиевич  | 1920         | ЦК ВКП(б)        | с совещательным голосом | не разрешён выезд по работе |
| 5  | Донской, Владимир Александрович | 1925         | ЦК ВКП(б)        | с совещательным голосом | болен                       |
| 6  | Квасов, Михаил Егорович         | 1926         | ЦРК ВКП(б)       | с совещательным голосом | не приехал                  |
| 7  | Конев, Иван Степанович          | 1918         | ЦК ВКП(б)        | с совещательным голосом | не разрешён выезд по работе |
| 8  | Кулиев, Теймур Имам Кули оглы   | 1920         | ЦРК ВКП(б)       | с совещательным голосом | не разрешён выезд по работе |
| 9  | Локтионов, Александр Дмитриевич | 1921         | ЦК ВКП(б)        | с совещательным голосом | не разрешён выезд по работе |
| 10 | Павлов, Дмитрий Григорьевич     | 1919         | ЦК ВКП(б)        | с совещательным голосом | болен                       |
| 11 | Рапава, Авксентий Нарикиевич    | 1919         | Грузинская       | с решающим голосом      | не разрешён выезд по работе |
| 12 | Сергеев, Фёдор Васильевич       | 1937         | НК леспром       | с совещательным голосом | болен                       |
| 13 | Фролков, Алексей Андреевич      | 1926         | ЦК ВКП(б)        | с совещательным голосом | не приехал                  |

## Источник
- Делегаты XVIII-й конференции ВКП(б) 15 — 20.2.1941 // Справочник по истории Коммунистической партии и Советского Союза 1898—1991

## Комментарии
1. ↑  В "Справочникe по истории Коммунистической партии и Советского Союза 1898—1991" очевидная опечатка "Перухин Михаил Георгиевич"[1].
2. ↑  В "Справочникe по истории Коммунистической партии и Советского Союза 1898—1991" очевидная опечатка "Посрёбышев Александр Николаевич"[1].